# Świętochłowice
Świętochłowice (kiejtése:  [ˌɕvʲɛ̃tɔxwɔˈviʦɛ]; németül: Schwientochlowitz) város Dél-Lengyelországban. Népessége 55 500 fő (2005), az agglomerációban 3 500 000. Európa egyik legsűrűbben lakott városa. 1999 óta Szilézia vajdaság része, azelőtt Katowice vajdaság része volt (1975–1998).

## Története
1313-ban alapították, 1947 óta város.
1943-ban itt nyitották meg az auschwitzi haláltáborhoz tartozó Zgoda munkatábort. 1945 januárjában a munkatábort újra megnyitották és a kommunista kormány használni kezdte. 1945-ben kb. 2500 rab veszítette életét a táborban, amit novemberben végül bezártak.

## Adatok
- Területe: 13,22 km² észak-déli irányban 6 km, kelet-nyugati irányban 3,7 km széles, a városhatár hossza 23,22 km.
- Földrajzi koordinátái: 50°19' N 18°55' E
- Körzetszám: 32
- Rendszámtáblák: SW

## Városrészek
Świętochłowice öt városrészből áll:
- Centrum (Schwientochlowitz városközpontja)
- Zgoda
- Chropaczów
- Lipiny
- Piaśniki

## Testvérvárosai
- Heiloo, Hollandia

- Nový Jičín, Csehország

- Laa an der Thaya, Ausztria

- Tiszaújváros, Magyarország

- Rimaszombat, Szlovákia